# Anatoliki Mani
Anatoliki Mani (Grieks: Ανατολική Μάνη) is sedert 2011 een fusiegemeente (dimos) in de Griekse bestuurlijke regio (periferia) Peloponnesos.
De vier deelgemeenten (dimotiki enotita) van de fusiegemeente zijn:
- Anatoliki Mani (Ανατολική Μάνη)
- Gytheio (Γύθειο)
- Oitylo (Οίτυλο)
- Smynos (Σμύνος)